# Anna Punko
Anna Kekesovitj (Punto) (russisk: Анна Григорьевна Кекезович (Пунько) tr. Anna Grigorjevna Kekesovitj (Punko) født 27. marts 1989 i Krasnodar, Rusland) er en russisk håndboldspiller som spiller for Debrecen VSC og Ruslands håndboldlandshold.
I slutningen af sæsonen 2018-19 blev Anna gift med den serbiske håndboldspiller Marinko Kekesović.